# بلیزنه واشچنگسکیگو
بلیزنه واشچنگسکیگو (به لهستانی:  Blizne Łaszczyńskiego) یک روستا در لهستان است که در Gmina Stare Babice واقع شده‌است. بلیزنه واشچنگسکیگو ۸۱۳ نفر جمعیت دارد.